# Lacorvilla
Lacorvilla es una localidad y pedanía del municipio de Luna, en la provincia de Zaragoza (Aragón, España) y comarca de las Cinco Villas. 

## Geografía
Situada en la zona de contacto entre los Pirineos y el valle del río Ebro. Está situada en el norte de la provincia de Zaragoza, a 75 km de la capital de la provincia y a unos 35 km de los límites de la provincia de Navarra hacia el oeste y de la provincia de Huesca hacia el este.
- Altitud: 616 metros.
- Latitud: 42º 12' N
- Longitud: 000º 52' O

## Historia
El primer dato histórico hallado de este lugar se remonta a 1495 en el que se le denomina como Lacorbera, nombre distinto al actual. Dicho documento también indica la existencia de un fuego musulmán. 
Otro documento de 1610 nos informa que el lugar pertenecía al condado de Luna. Dicho condado fue conquistado por Sancho Ramírez en 1092, el cual lo cedió al Monasterio de San Juan de la Peña.
Hacia finales del siglo XIX el poblado alcanzó el mayor número de población con 242 habitantes. Actualmente (abril de 2006) hay 37 personas que viven en el pueblo durante todo el año.
Se trata de un poblamiento concentrado, aunque en otras épocas fuera compartido con otros de tipo disperso como lo demuestran las ruinas de diferentes despoblados que se encuentran en sus alrededores.
Es una aldea que no cuenta con ayuntamiento propio, aunque lo tuvo hasta el año 1834, pero a partir de estas fechas se unió al municipio de Luna, del cual dista 8 km. por caminos.
El plano es lineal, y todas las calles se estructuran a partir de la calle principal, que posiblemente pudiera ser el lugar por donde discurriera una antigua vía de comunicación de cierta importancia.

## Edificaciones
Todas las edificaciones son de piedra, aunque pueden observarse algunas otras realizadas con materiales más modernos como ladrillos o bloques. Son muy sobrias, adornadas únicamente con algún escudo o inscripción en los soportales de la puerta principal o de alguna ventana, siempre de trazos muy sencillos. Las cubiertas generalmente son a dos aguas recubiertas con teja irregular pues están hechas de manera artesanal.
Las casas que se han mantenido sin realizar muchas modificaciones, tienen una gran puerta (por la que pudiesen entrar a animales de carga) y ventanas pequeñas. Algunas de ellas cuentan con algún balcón. El las que se han realizado restauraciones, la puerta de entrada se ha hecho más pequeña y se han ampliado las ventanas.
Las casas están unidas unas a otras, son unifamiliares y todas ellas cuentan con un cobertizo y un espacio vallado con muro de piedra (corral) donde se guardan los aperos de trabajo y los animales domésticos. Las partes bajas de las casas solían emplearse para guardar los animales domésticos y algunas dependencias como almacén. La planta superior se dedicaba a vivienda, que consistía en una gran cocina y el resto habitaciones. Si la casa tiene un tercer piso se solía utilizar como almacén de alimentos. 
Se pueden encontrar:
- Casas en estado ruinoso
- Casas mal conservadas
- Casas totalmente rehabilitadas
- Alguna edificación nueva

## Economía
Tradicionalmente la principal fuente de ingresos ha sido a la agricultura, seguida de la ganadería, y en tercer lugar la explotación de la madera. Actualmente estas actividades son testimoniales y la mayor parte de los habitantes viven de la jubilación. 
Hoy tiene más importancia la función residencial. Se ha convertido para muchas familias en su segunda residencia. También tiene importancia la función de ocio ya que todos los fines de semana acuden al pueblo un elevado número de aficionados a la caza.
Es un terreno que reúne unas condiciones ideales para practicar el deporte de bicicleta de montaña. El terreno se puede catalogar de media montaña. El máximo desnivel que podemos encontrarnos en una ruta es de 400 m Se pueden realizar rutas a pueblos abandonados (Júnez, La Casta, Sierra Estronad, Sierra los Blancos...) Podremos recorrer decenas de kilómetros entre pinos sin encontrarnos ninguna carretera.

## Análisis medioambiental
El clima es mediterráneo con rasgos continentales. Las mínimas en invierno pueden alcanzar los -6 °C y las máximas en verano suele llegar a los 36 °C.
La zona norte está ocupada por bosques de pinos y encinas y en las zonas de umbría se intercalan el chaparro (roble). Las zonas que no están ocupadas por el bosque están recubiertas de arbustos olorosos (tomillo, romero, coscoja). 
La fauna es típicamente mediterránea : conejos, zorros, jabalíes, ciervos, rebecos, perdices, halcones, águilas, buitres...
El medio está bastante bien conservado. Se debe a que es una zona con una densidad de población bajísima, lo cual hace que haya poca presión humana, lo que permite la recuperación del medio natural que anteriormente fue transformado por el hombre.